# Ljubljana-Domzale-Ljubljana
Ljubljana-Domzale-Ljubljana is een individuele tijdrit voor vrouwen tussen de steden Ljubljana en Domžale in Slovenië. De wedstrijd wordt vanaf 2014 jaarlijks verreden in juni en valt in de UCI 1.2-categorie. De start en finish zijn in het winkelcentrum BTC City, dat ook hoofdsponsor en naamgever is van de wielerploeg BTC City Ljubljana. Recordhoudster is de Belgische Ann-Sophie Duyck met twee zeges. De wedstrijd geldt tevens als een 'open NK tijdrijden': de beste Sloveense wordt gehuldigd als Sloveens kampioene tijdrijden.

## Erelijst
| Jaar | Winnaar             | Tweede              | Derde          |
| ---- | ------------------- | ------------------- | -------------- |
| 2014 | Martina Ritter      | Vera Koedooder      | Taryn Heather  |
| 2015 | Tatjana Antosjina   | Ann-Sophie Duyck    | Jaime Nielsen  |
| 2016 | Ann-Sophie Duyck    | Olga Zabelinskaja   | Claire Rose    |
| 2017 | Ann-Sophie Duyck    | Eugenia Bujak*      | Elinor Barker  |
| 2018 | Olga Zabelinskaya** | Hayley Simmonds     | Eugenia Bujak* |
| 2019 | Marlen Reusser      | Olga Zabelinskaya** | Vittoria Bussi |

* Eugenia Bujak veranderde in 2018 van de Poolse naar de Sloveense nationaliteit.

** Olga Zabelinskaya veranderde in 2018 van de Russische naar de Oezbeekse nationaliteit.
Meervoudige winnaars
| Overwinningen | Renster          | Land   | Jaren      |
| ------------- | ---------------- | ------ | ---------- |
| 2             | Ann-Sophie Duyck | België | 2016, 2017 |

 Overwinningen per land 
| Overwinningen | Land                    |
| ------------- | ----------------------- |
| 2             | België, Rusland         |
| 1             | Oostenrijk, Zwitserland |